# Lista chorążych reprezentacji Portoryka na igrzyskach olimpijskich
Lista chorążych reprezentacji Portoryka na igrzyskach olimpijskich – lista zawodników i zawodniczek reprezentacji Portoryka, którzy podczas ceremonii otwarcia nowożytnych igrzysk olimpijskich nieśli flagę Portoryka.

## Chronologiczna lista chorążych
| Lp. | Rok i miejsce        | Chorąży              | Dyscyplina            |
| --- | -------------------- | -------------------- | --------------------- |
| 1   | 1948, Londyn         | José Vicente         | Lekkoatletyka         |
| 2   | 1952, Helsinki       | Jaime Annexy         | Lekkoatletyka         |
| 3   | 1956, Melbourne      | Daniel Cintrón       |                       |
| 4   | 1960, Rzym           | Toñín Casillas       | Koszykówka            |
| 5   | 1964, Tokio          | Rolando Cruz         | Lekkoatletyka         |
| 6   | 1968, Meksyk         | Jaime Frontera       | Koszykówka            |
| 7   | 1972, Monachium      | Arnaldo Bristol      | Lekkoatletyka         |
| 8   | 1976, Montreal       | Téofilo Colón        | Lekkoatletyka         |
| 9   | 1980, Moskwa         | Alberto Mercado      | Boks                  |
| 10  | 1984, Sarajewo       | George Tucker        | Saneczkarstwo         |
| 11  | 1984, Los Angeles    | Fernando Cañales     | pływanie              |
| 12  | 1988, Calgary        | Mary Pat Wilson      | Narciarstwo alpejskie |
| 13  | 1988, Seul           | Jesús Feliciano      | Baseball              |
| 14  | 1992, Albertville    | Jorge Bonnet         | Bobsleje, judo        |
| 15  | 1992, Barcelona      | Luis Martínez        | Judo                  |
| 16  | 1994, Lillehammer    | Liston Bochette      | Bobsleje              |
| 17  | 1996, Atlanta        | Ivelisse Echevarría  | Softball              |
| 18  | 1998, Nagano         | José Ferrer          | Bobsleje              |
| 19  | 2000, Sydney         | Quique Figueroa      | Żeglarstwo            |
| 20  | 2002, Salt Lake City | Manuel Repollet      |                       |
| 21  | 2004, Ateny          | Carlos Arroyo        | Koszykówka            |
| 22  | 2008, Pekin          | McWilliams Arroyo    | Boks                  |
| 23  | 2012, Londyn         | Javier Culson        | Lekkoatletyka         |
| 24  | 2016, Rio            | Jamie Yuspet Espinal | Zapasy                |